# Espaço de Minkowski
Em física e matemática, espaço de Minkowski, também tratada de métrica de Minkowski, é a configuração matemática na qual a teoria da relatividade especial de Einstein é mais comumente formulada. Nessa configuração as três dimensões usuais do espaço são combinadas com uma única dimensão do tempo para formar uma variedade quadrimensional para representar um espaço-tempo.
O espaço de Minkowski possui este nome em referência ao matemático alemão Hermann Minkowski.

## Estrutura
Formalmente, o espaço de Minkowski é um campo vetorial real quadrimensional equipado com uma forma bilinear simétrica, não degenerada, com  assinatura (-,+,+,+).
Elementos do espaço de Minkowski são chamados eventos ou quadrivetores.
Espaço de Minkowski é frequentemente denotado R1,3 para enfatizar a assinatura, entretanto é também denotada M 4 ou simplesmente M.

### O Produto interno no espaço de Minkowski
O que se chama de produto interno no espaço de Minkowski é similar ao produto interno euclidiano, com uma diferença fundamental: enquanto que em um produto interno a equação v.v = 0 tem como única solução o vetor nulo v = 0, no caso do espaço de Minkowski existem vários quadrivetores que a satisfazem.
Este produto interno gera uma geometria diferente da euclideana, a geometria geralmente associada a relatividade.
Considere {\displaystyle M} sendo um vetor-espaço real quadrimensional. O produto interno Minkowski é uma função {\displaystyle \eta :M\times M\rightarrow \mathbb {R} } (isto é, dado dois vetores quaisquer {\displaystyle V,W} em {\displaystyle M} define-se {\displaystyle \eta (V,W)} como um número real) que satisfaz as propriedades (1), (2), (3) listadas aqui, bem como a propriedade (4) dada abaixo:
1.  bilinear: {\displaystyle \eta (aU+V,W)\,=a\eta (U,W)+\eta (V,W)}, ( {\displaystyle \forall a\in \mathbb {R} } e {\displaystyle \forall U,V,W\in M})
2.  simétrica: {\displaystyle \eta (V,W)\,=\eta (W,V)} ({\displaystyle \forall V,W\in M})
3.  não degenerada: se {\displaystyle \eta (V,W)\,=0} {\displaystyle \forall W\in M}, então {\displaystyle V\,=0},
4.  O produto interno {\displaystyle \eta } tem assinatura métrica (-,+,+,+)